# Lass Uns Tanzen
A Lass Uns Tanzen a német Scooter együttes 2007.ben megjelent kislemeze, a második kislemez a "The Ultimate Aural Orgasm" című albumukról. Ez az együttes első kislemeze, amely teljesen német nyelven készült, egyben az "Am Fenster" után a második, amelyik német nyelvű. Stílusában is meglehetősen eltér a korábbi számaiktól, lassabb, house stílusú. Önálló szerzemény, bár a zenei alapjai hasonlóságot mutatnak a Run DMC "It's Like That" című számával illetve a fő dallammotívum a Scotch "Disco Band" című számával. Az utóbbi dalban hallható jellegzetes "köhögés" hangeffektet a Lass Uns Tanzen cenzúrázásához is használták, ugyanis a német szövegben szalonképtelen szó is elhangzik. Ennek megfelelően létezik ún. Day Version (cenzúrázott) is belőle, de ez csak a videoklipben hallható.
A próbálkozás a slágerlistákon nem volt sikeres: noha a rajongói közösséget nem osztotta meg, jó eredményt sehol nem ért el. Koncerteken alkalmanként játszották, medleyben.

## Számok listája
1. Lass Uns Tanzen (Radio Edit) (3:43)
2. Lass Uns Tanzen (Alternative Club Mix) (5:22)
3. Lass Uns Tanzen (DJ Zany Remix) (6:38)
4. Te Quiero (6:25)

Aki interneten keresztül jutott hozzá, az megkapta a "Tom Novy's New HP Invent Mix" címre hallgató változatot is. A kislemez része ezen kívül a cenzúrázatlan videoklip, egy werkfilm, és fényképek.

### Vinyl verzió
A szám megjelent bakelitlemezen is, amelyre két új változat is felkerült. Az "Extended Mix" ezek közül az, amelyik semelyik másik kiadványon nem jelent meg.
- A1: DJ Zany Remix (6:38)
- A2: Extended Mix (4:52)
- B1: Tom Novy's New HP Invent Mix (6:43)
- B2: Hardwell & Greatski Late At Night Remix (6:34)

## Más változatok
A dal zenei alapja később számos, Scooter által készített remixnek lett a zenei alapja. Többek között a Lützenkirchen "3 Tage Wach", a Die Fantastische Vier "Troy", és a Rammstein "Pussy" című számainak remixei épülnek rá.
2008-ban a "Jumping All Over The World Tour" alatt játszották a dalt a "3 Tage Wach"-hal medleyben. A 2014-es "20 Years of Hardcore Tour" és a 2016-os "Can't Stop The Hardcore Tour" során a "Shake That!"-tel medleyben alkalmanként játszották.

## Közreműködtek
- H.P. Baxxter a.k.a. MC Refrain From Not Smoking H (szöveg)
- Rick J. Jordan, Michael Simon (zene)
- Jens Thele (menedzser)
- Raoul van Grinsven (DJ Zany Remix)
- Mathias Bothor (fényképek)
- Marc Schilkowski (borítóterv)

## Videoklip
A dalhoz készült videoklip kétféle változatban létezik a cenzúrázott szöveg valamint az erős szexuális tartalom miatt. Egy szalonban a résztvevők közt az álarcosbál felfokozott hangulatban fokozatosan orgiává válik. A klip végén a Scooter tagjai leveszik az arcuk előtt látható maszkokat. A klip utalásokat tesz Edgar Allen Poe "A vörös halál álarca" című művére, mivel a mulatság résztvevői között maga a Halál is megjelenik álarcban.